# Samas
Samas was een Nederlandse beursgenoteerde onderneming actief op het gebied van kantoorinrichting.

## Geschiedenis
De onderneming is ontstaan door de fusie tussen het bedrijf Aspa en de ijzerhandel van familie Van Blerk uit Tilburg. In 1923 richtte Adriaan Spaander zijn kantoorboekhandel op in Zaandijk onder de naam Aspa. De samenwerkende Aspa bedrijven zijn in 1977 samengevoegd tot de Samas Holding. In 2001 werden de kantoorbenodigdheden activiteiten verkocht en ging Samas verder als kantoorinrichter.
In 2009 werden de Duitse en Oost-Europese activiteiten verkocht en werd de naam gewijzigd in Aspa. Een jaar later werd het bedrijf failliet verklaart.